# Bernie Taupin
(Elton John su Bernie Taupin, 1994)
Bernard John Taupin, detto Bernie (Sleaford, 22 maggio 1950), è un poeta e paroliere britannico noto soprattutto per la sua lunghissima collaborazione con Sir Elton John, con il quale forma una delle coppie compositive più note e prolifiche nella storia della musica moderna.
Nel 2020, insieme a Elton John, vince il suo primo Oscar per la canzone (I'm Gonna) Love Me Again del film Rocketman, basato sulla vita e l'amicizia tra i due.

## Biografia

### Infanzia e adolescenza
Taupin nacque a Flatters, una fattoria situata tra il villaggio di Anwick e la cittadina di Sleaford, nella zona meridionale del Lincolnshire (Regno Unito). Suo padre Robert (che incontrò la moglie Daphne a Londra subito dopo la seconda guerra mondiale) lavorava in una vasta tenuta agricola, vicino alla città di Market Rasen, dove Bernie si recava spesso a bere con i suoi amici. Lui e suo fratello maggiore Tony frequentarono una scuola di matrice cattolica a Sleaford, anche dopo il trasferimento della famiglia nel vicino villaggio di Rowston. La famiglia Taupin abitò presso la Rowston Manor, una casa priva di elettricità. Bernard era ancora giovane e crebbe in un altro villaggio del Lincolnshire, Owmby-by-Spital, dove suo padre dirigeva una fattoria e dove, undici anni dopo, sarebbe nato il suo secondo fratello, Kid. Bernie e Tony servivano come chierichetti nella chiesa cattolica di Holy Rood.
A differenza del fratello maggiore, la giovinezza di Bernie fu caratterizzata da un comportamento ribelle, accompagnato da una certa svogliatezza nei confronti della scuola, nonostante avesse mostrato molto presto una precoce attitudine per la scrittura; Bernard, inoltre, coltivava un forte interesse per gli USA e la cultura americana. A 15 anni abbandonò la scuola, passando la sua adolescenza ad uscire con gli amici, fare l'autostop per le strade di campagna, frequentare alcuni locali notturni dei villaggi circostanti, giocare a biliardo in un locale chiamato Aston Pub (situato nel Market Rasen). Bernie aveva iniziato a bere prima dell'età legale (diciotto anni) e si era cimentato nei lavori più disparati (come tipografo e fattore), quando, nel 1967, all'età di diciassette anni, rispose ad un annuncio per un posto come autore al New Musical Express della Liberty Records che lo avrebbe fatto incontrare con Elton John, all'epoca lo sconosciuto Reginald Kenneth Dwight.

### Influenze giovanili
La madre di Bernie e il nonno materno "Poppy" trasmisero al ragazzo la passione per la natura e per la letteratura (specialmente per la poesia narrativa), che avrebbero influenzato fortemente i suoi primi testi. Le influenze derivanti dalla sua educazione cattolica sono presenti in brani musicali come Sixty Years On, Burn Down the Mission, Tower of Babel, Ticking e Where to Now St. Peter?, mentre la sua educazione rurale si può notare nei primissimi testi composti, come Lady, What's Tomorrow?, Your Song e Country Comfort. Questo mix di influenze conferì ai primi testi di Bernie un romanticismo nostalgico che si allineava perfettamente con la sensibilità hippie di fine anni sessanta e inizio anni settanta. Ma ciò che caratterizzò maggiormente l'infanzia e l'adolescenza di Taupin fu il suo forte interesse per il vecchio West Americano; su questo argomento sono incentrati i testi di tutti i brani di Tumbleweed Connection (1970). Quando lui ed Elton decisero di scrivere un album autobiografico (Captain Fantastic and the Brown Dirt Cowboy, 1975), lo stesso Taupin si autodefinì The Brown Dirt Cowboy (Lo Sporco Cowboy Impolverato), in contrasto con il Captain Fantastic (Capitano Fantastico) usato dall'amico e collega pianista.
Bernie, a volte, ha scritto i suoi testi pensando a luoghi specifici del Lincolnshire. Ad esempio, Grimsby, presente nell'album Caribou (1974), costituisce un omaggio ad una cittadina portuale spesso visitata da Taupin e dai suoi amici. Decisamente più famosa risulta essere Saturday Night's Alright for Fighting, brano il cui testo è tratto delle esperienze giovanili del paroliere-poeta nelle sale da ballo e nei pubs. Questi riferimenti autobiografici risalgono alla sua educazione già analizzata, che egli non abbandonò nemmeno dopo essere partito per Londra, dove iniziò la propria carriera nel mondo dello spettacolo scrivendo i testi di brani come Honky Cat e Goodbye Yellow Brick Road.

### La collaborazione con Elton John

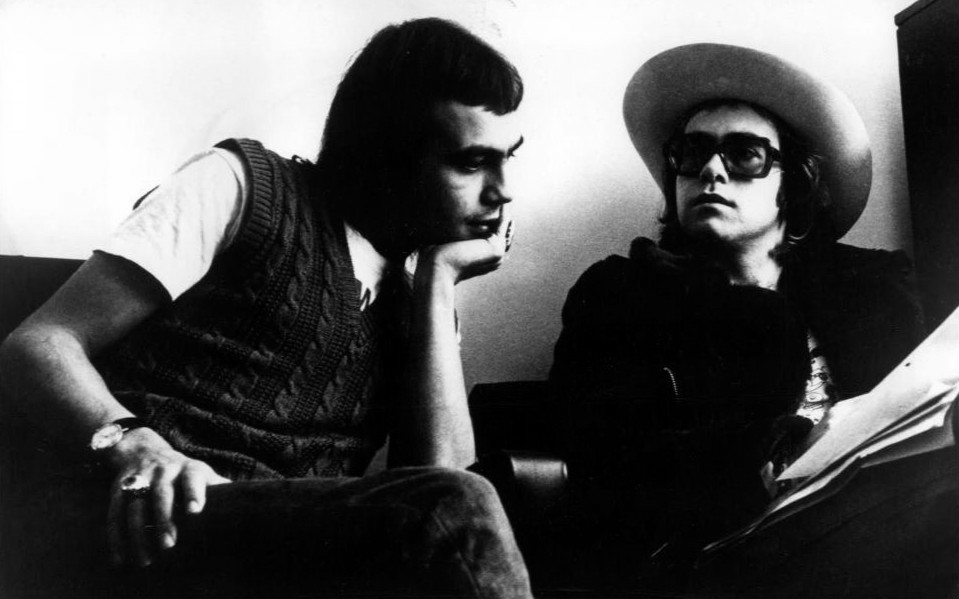
Bernie Taupin ed Elton John nel 1971

Nel 1967, Bernie rispose ad un annuncio per talenti inserito per opera di Ray Williams nella rivista New Musical Express (Liberty Records). Da questo avvenimento iniziò la nota e proficua collaborazione Elton John/Bernie Taupin. I due artisti hanno collaborato per oltre 30 album, fino ad oggi, anche se Sir Elton ha lavorato saltuariamente con altri autori tra il 1977 e il 1983. Infatti, dal 1977 al 1979 Elton John e Bernie Taupin si separarono; sia il pianista sia il paroliere iniziarono quindi a collaborare con artisti differenti. Bernie riprese a comporre insieme ad Elton in un primo momento a titolo occasionale, nel 1980, contribuendo esclusivamente a tre o quattro testi di canzoni per ogni album prodotto in quel periodo (The Fox, 21 at 33 e Jump Up!). Nel 1983, comunque, con l'album Too Low for Zero, i due rinnovarono la propria collaborazione a tempo pieno e indeterminato; da quel momento in poi, Bernie si occupò dei testi di tutti i brani di ogni album di Elton John, incarico che l'autore-poeta ricopre ancora oggi (John, però, ha spesso collaborato con altri parolieri per attività specificatamente teatrali o cinematografiche; ad esempio il musical del 1997 The Lion King presenta i testi di Sir Tim Rice).
Bernard ha scritto i testi di canzoni memorabili ormai divenute dei classici, come Tiny Dancer, Rocket Man, Candle in the Wind, Don't Let the Sun Go Down on Me, Daniel, Crocodile Rock, Goodbye Yellow Brick Road, Sorry Seems to Be the Hardest Word e Your Song, il primo successo della coppia John-Taupin. Le hit degli anni ottanta includono invece I'm Still Standing, I Guess That's Why They Call It the Blues, Sad Songs (Say So Much) e la celeberrima Sacrifice. Taupin ha inoltre diretto il video di un singolo di scarso successo, In Neon. Negli anni novanta, Bernie ed Elton hanno composto diversi successi commerciali, come The One, Simple Life, The Last Song e Believe. Nel 1997, Taupin riadatta il testo di Candle in the Wind per commemorare Lady Diana Spencer; dopo l'esecuzione del suddetto brano da parte di Elton ai funerali della Principessa del Galles, il brano, prodotto e arrangiato da Sir George Martin, divenne il singolo più venduto di tutti i tempi. Elton John e Bernie Taupin ne hanno devoluto gli incassi in beneficenza alla Princess Diana Memorial Fund.
Nel 1991 il documentario Two Rooms: Celebrating the Songs of Elton John and Bernie Taupin (il titolo prende spunto da una canzone autobiografica contenuta nell'album 21 at 33 del 1980) spiega lo stile di composizione delle canzoni della coppia John-Taupin, che prevedeva la scrittura dei testi da parte di Bernie, e successivamente l'opera di Elton (che li portava in musica).
Bernie ed Elton hanno prodotto insieme un solo musical, Lestat, tratto dai racconti di Anne Rice, che debuttò a Broadway nel marzo 2006. Lo spettacolo registrò un insuccesso clamoroso che ne provocò la definitiva sospensione.
Il 25 marzo 2007, Bernie ha fatto un'apparizione a sorpresa al sessantesimo compleanno di Sir Elton John, festeggiato dallo stesso con un epico concerto al Madison Square Garden di New York. Come riportato nel DVD Elton 60, la rockstar ha ribadito l'importanza di Taupin per la sua carriera, dichiarando al pubblico che, senza Bernard, probabilmente il suo successo non avrebbe potuto mai aver luogo.
I due, nel 2011, hanno pubblicato il loro nuovo album in studio The Union, in coppia con Leon Russell, terzo posto nella classifica Usa di Billboard. Inoltre, hanno composto nuovi brani che inseriti nel film della Disney Gnomeo and Juliet, uscito nel 2011 dopo una lunghissima gestazione. Secondo il sito britishhitsongwriters.com, Bernie è il ventiquattresimo paroliere di maggior successo nel Regno Unito.

### Collaborazioni con altri artisti
Oltre a scrivere principalmente per Elton John, Bernie Taupin ha prodotto testi anche per altri compositori, partorendo successi come We Built This City, registrato da Starship, e These Dreams, registrato dagli Heart; nel 1978, durante l'interruzione della sua collaborazione con Elton, ha scritto tutte le liriche delle canzoni dell'album From the Inside di Alice Cooper. Bernie ha inoltre inciso tre album da solista, con pochi riscontri, e due con la sua band di musica country, i Farm Dogs. Bernard ha scritto il libro A Cradles of Haloes, autobiografia del periodo giovanile, e una raccolta di poesie chiamata The Devil at High Noon. Possedeva (come è abitudine tra molte star, non solo del mondo della musica) un ristorante a Los Angeles, chiamato Cicada. Attualmente si diletta nella pittura, continuando però la sua attività di paroliere, principalmente per Elton John.
Nel 2004 ha scritto, con Courtney Love, la canzone Uncool, tratta dall'album (datato 2004) America's Sweetheart. Due anni dopo, nel 2006, Bernie Taupin ha vinto un Golden Globe per i testi della canzone A Love That Will Never Grow Old tratta dal film I segreti di Brokeback Mountain. Il paroliere, nel 2006, ha scritto 10 nuove canzoni autobiografiche per il nuovo album di Elton John The Captain and the Kid, seguito ideale, una trentina di anni più tardi, di Captain Fantastic and the Brown Dirt Cowboy, nel quale si parla della loro esperienza a partire dal trionfale sbarco in USA nel 1970; nel 2010, invece, ha scritto quasi per intero le liriche dell'album The Union, frutto della collaborazione tra Elton e Leon Russell. Nel 2012 ha co-redatto il testo del brano Weathering The Storm, contenuto nel terzo album solista di Richie Sambora, Aftermath of the Lowdown. Nel 2013, i due hanno scritto Engine 19, brano che il chitarrista ha pubblicato in ricordo delle vittime dell'11 settembre.

## Opere come esecutore

### Album da solista
Bernie Taupin ha pubblicato solo tre album da solista: nel 1971 l'omonimo Taupin, in cui recita alcune delle sue prime poesie su uno sfondo improvvisato, insieme ad alcuni membri della band di Elton, tra cui Davey Johnstone e Caleb Quaye. Il lato A è intitolato Child e contiene poesie sulla sua infanzia nel sud del Lincolnshire. La prima poesia, The Greatest Discovery, riguardante la nascita del suo fratellino dalla prospettiva del fratello maggiore Tony, è stata messa in musica da Elton John, ed è anche una traccia dell'omonimo album dell'artista. Ci sono poesie in cui Taupin parla delle sue due case d'infanzia, e altre che raccontano il suo rapporto con il fratello e il nonno. Il lato B comprende una serie di poesie oscure, come una marionetta che racconta la propria storia ad un cacciatore di topi che cade vittima della sua preda. In un'intervista dell'epoca, Bernie dichiarò di non essere soddisfatto dei risultati.
Nel 1980, Taupin ha registrato il suo primo album come cantante, He Who Rides The Tiger. Anche se il paroliere dimostrò una più che adeguata dote canora, l'album non riuscì a intaccare le classifiche.
Nel 1987, Bernie ha prodotto un altro album, intitolato Tribe. Le canzoni sono state scritte insieme a Martin Page. Citizen Jane e Friend of the Flag sono stati pubblicati come singoli; entrambi i videoclip sono stati prodotti dalla cognata Rene Russo, sorella della sua seconda moglie.

### Con iFarm Dogs
Nel 1996, Taupin formò una band chiamata Farm Dogs. Lui si occupava della scrittura dei testi, mentre la musica era composta dai membri della band. Il loro primo album, Last Stand in Open Country (1996), ha ricevuto diversi elogi da parte della critica. La title track è stata successivamente registrata da Willie Nelson e Kid Rock per l'album di Nelson del 2002, The Great Divide. Nel 1998, i Farm Dogs pubblicarono un secondo album, che però non ebbe successo, nonostante un tour promozionale con date in piccoli club di tutta l'America.

## Progetti non-musicali
Nel 1973 Bernie Taupin ha raccolto tutti i testi fino ad allora scritti in un libro intitolato Bernie Taupin: The One Who Writes the Words for Elton John; esso contiene anche i testi delle B-side dei singoli, insieme a diverse rarità. Le canzoni sono illustrate da amici, artisti, ospiti e celebrità, come John Lennon e Joni Mitchell. Alla realizzazione ha partecipato anche la sua prima sposa, Maxine Feibelman. Il libro è in bianco e nero, salvo rare immagini. Nel 1977, Taupin ha collaborato con il fotografo David Nutter per It's A Little Bit Funny, aggiungendo i testi all'opera. Questo libro è stato pubblicato in copertina rigida e in copertina morbida; esso raccoglie le avventure personali e i ricordi di Elton e della band.
Nel 1988 Taupin ha pubblicato un'autobiografia della sua infanzia, intitolata A Cradle of Haloes: Sketches of a Childhood. Il libro è stato pubblicato solo in Inghilterra; la storia si interrompe nel 1969, quando il paroliere salì sul treno per cercare fortuna a Londra. Alcuni anni più tardi, nel 1991, ha pubblicato un libro di poesie intitolato The Devil at High Noon.
Nel 1994 i testi delle canzoni di Made in England sono stati raccolti in un libro cartonato intitolato Elton John & Bernie Taupin: The Complete Lyrics, pubblicato dalla Hyperion. Tuttavia non sembra che Taupin fosse direttamente coinvolto in questo progetto, in quanto contiene diversi errori di ortografia nei testi. E mancano anche alcune delle B-side inserite nella raccolta precedente. Come per la precedente collezione del 1973, le canzoni sono illustrate da artisti vari, questa volta tutte a colori.

## Vita personale
Bernie Taupin è stato sposato quattro volte.
Conobbe la sua prima moglie, Maxine Feibelman, quattro giorni prima del debutto di Elton John al Troubadour di Los Angeles, nel fortunato tour del 1970. Maxine era una ballerina che seguiva Elton John in tour, e la coppia convolò a nozze il 27 marzo dell'anno successivo. La Feibelman, oltre ad aver collaborato per i disegni del libro da collezione del 1973 (Bernie Taupin: The One Who Writes the Words for Elton John), è stata l'ispiratrice e la donna a cui Bernie dedicò il testo di Tiny Dancer. Lo stesso Elton John dichiarò: Pensavo che a Bernie avesse fatto piacere che facessi questa canzone per la sua ragazza, nell'intervista presente nel DVD Two Rooms: Celebrating the Songs of Elton John & Bernie Taupin. Nel libretto contenuto in Madman Across The Water è presente la dedica With Love To Maxine, posta accanto al titolo della canzone. Bernie Taupin, dopo averla sposata, seguì molto poco Elton John in tour, e gli stessi membri della band affermarono di averlo visto sempre meno, come dichiarerà il batterista Nigel Olsson in un'intervista del 2000.
Subito dopo le nozze, Taupin acquistò un cottage a Tealby (grazioso villaggio situato a circa 20 miglia dal nord-ovest del Lincolnshire), chiamato "Piglet-In-The-Wild". Fu però la dimora dei due coniugi per un breve lasso di tempo: infatti Maxine, abituata allo sfarzo di Los Angeles, faticava a trovare la felicità in un piccolo villaggio inglese, e così suo marito l'assecondò e si trasferì con lei nella metropoli americana. La bionda e slanciata moglie del paroliere divenne allora una presenza stabile nei tour di Elton John: non solo era sarta per la band, ma scattava diverse fotografie per i vari album. Nel 1972, durante le session di Honky Château, Taupin portò sua moglie allo Château d'Hérouville, in Francia, dove registrarono alcuni LP. Ma nel 1976, Bernie fu devastato dal traumatico divorzio con Maxine: la donna lo aveva infatti tradito con il bassista Kenny Passarelli, all'epoca amico intimo di Taupin (l'argomento è trattato nel brano Between Seventeen and Twenty). I guai matrimoniali di Bernie hanno avuto una forte influenza nella realizzazione dell'album Blue Moves, creato naturalmente insieme ad Elton John.
Nel 1979, il paroliere sposò Toni Lynn Russo (sorella di Rene Russo e conosciuta una notte in un bar), da cui divorziò nel 1991 (al divorzio è ispirato il brano Sacrifice). Stephanie Francis Haymes è stata la terza moglie di Bernard: era la figlia del cantante argentino-americano Dick Haymes. Bernie e Stephanie si sono sposati il 21 agosto 1993; si sono separati nel 1998. Bernie è ora il marito di Heather Lynn Hodgins Kidd, che ha sposato il 27 marzo 2004 e lo ha reso padre di due figlie: Charley Indiana (venuta alla luce il 18 maggio 2005) e Georgey Devon.
Taupin ha coronato il proprio sogno di essere un Brown Dirt Cowboy; infatti, si trasferì nel sud della California con l'allora moglie Maxine negli anni settanta e, a partire dagli anni ottanta, ha vissuto in un ranch a nord di Los Angeles, vicino a Santa Ynez. Nei primi anni duemila, Taupin ha mostrato in pubblico alcuni dei suoi dipinti. È proprietario di un toro, Little Yellow Jacket, che è recentemente andato in pensione dopo essere stato eletto per tre volte campione del mondo. Taupin, diventato da anni cittadino statunitense, vive nel Nord Dakota ed è un sostenitore dei diritti dei gay.

## Discografia

### Album da solista
- 1971 Taupin
- 1980 He Who Rides The Tiger
- 1987 Tribe

### Con iFarm Dogs
- 1996 Last Stand in Open Country
- 1998 Immigrant Sons